# Wollongong
Wollongong és una ciutat d'Austràlia a Nova Gal·les del Sud dins la regió d'Illawarra. És una ciutat situada al litoral de l'oceà Pacífic a 82 km al sud de Sydney. El 2016 tenia 295.842 habitants.